# Centre d'horticulture à Philadelphie

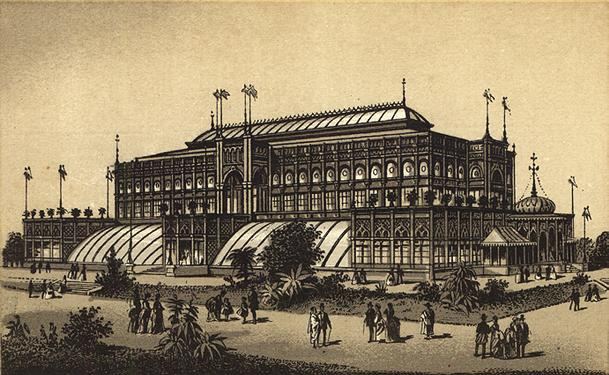
Horticultural Hall, Philadelphie, 1876. Détruit en 1955 par un incendie.

Le Centre d'horticulture à Philadelphie est situé dans le parc Fairmount à l'angle sud-est de Belmont et Montgomery Drives, à Philadelphie. Il fut construit en 1976 pour les célébrations du bicentenaire des États-Unis. À l'origine, le site fut le lieu où se trouva la résidence de campagne du gouverneur John Penn. En 1876, y fut construit, à l'occasion de l'Exposition universelle qui eut lieu la même année, l'Horticultural Hall (le pavillon de l'horticulture) qui fut détruit par un incendie en 1955. C'est à cet emplacement que fut construit, un siècle plus tard, le Centre d'horticulture. On y retrouve également l'Arboretum du centenaire des États-Unis, des jardins dont le Shofuso Japanese House and Garden, une serre d'une superficie de 31 000 pieds carrés, ainsi qu'une salle d'exposition.